# نبرد آلبلدا (۸۵۱)
نبرد آلبدا یا نبرد البیضا (انگلیسی: Battle of Albelda)، نبردی است بین لشکر بنی‌قسی به فرماندهی موسی بن موسی و نیروهای متحد گاسکونی و فرانک و آستوریاس که در سال ۸۵۱ میلادی در منطقه آلبدا (موقعه بیضا) رخ داد که با پیروزی بنی‌قسی همراه بود.

## جنگ
در سال ۸۵۱ میلادی بین مسلمانان ساکن غرب امارت قرطبه (بنی‌قسی) با مسیحیان گاسکونی درگیری‌هایی رخ داد که در آخر منجر به جنگ بین طرفین شد.
موسی بن موسی که فرماندار و والی تطیله رهبر سرکوب و شکست مسیحیان مهاجم را برعهده گرفت پس نیروهای خود را به منطقه بقیره رفت و با نیروهای متحد مسیحی درگیر شد. ابتدا این مسلمانان بودند که منهزم شدند و موسی نیز زخمی شد اما در نبرد بعدی که در منطقه آلبدا (موقعه البیضا) رخ توانست نیروهای متحده مسیحی را شکست داده و تعداد زیادی از آنها را به قتل رساند.